# Egao no Daika
Egao no Daika (エガオノダイカ?) es una serie de anime original producida por Tatsunoko Production. Dirigida por Toshimasa Suzuki, se emitió entre enero y marzo de 2019 como parte de la celebración del 55 aniversario del estudio de animación.

## Personajes
Yūki Soleil (ユウキ・ソレイユ Yūki Soreiyu?)
Voz por: Yumiri Hanamori
Una joven princesa del Reino de Solei, es huérfana desde pequeña.
Stella Shining (ステラ・シャイニング Sutera Shainingu?)
Voz por: Saori Hayami
Miembro de la armada imperial de Grandiga. También perdió a sus padres en la guerra.
Joshua Ingram (ヨシュア・イングラム Joshua Inguramu?)
Voz por: Yoshitsugu Matsuoka
Es el guardaespalas de Yūki, viven juntos desde que su padre murió cuando era niño. Es uno de los amigos más cercanos de Yūki y busca protegerla a toda costa.
Reira Etoile (レイラ・エトワール Reira Etowāru?)
Voz por: Rina Satō
Harold Miller (ハロルド・ミラー Harorudo Mirā)?)
Voz por: Nobutoshi Canna
Izana Langford (イザナ・ラングフォード Izana Rangufōdo)?)
Voz por: Ryōtarō Okiayu

## Anime
Se anunció la producción de una serie de anime original por parte del estudio Tatsunoko Production, como parte de los eventos para la conmemoración del 55 aniversario de la compañía de animación. Se estrenará el 4 de enero de 2019 en los canales Wowow, Tokyo MX y YTV, con un total de 12 episodios. Para el resto del mundo será transmitida de manera simultánea por Crunchyroll. La serie es dirigida por Toshimasa Suzuki y escrita por Shinichi Inotsume, NOB-C y Naoto Nakamura se encargaron del diseño de los personajes, mientras la música es de Tsubasa Itō. El tema de apertura es Egao no Kanata de Chiho feat. Majiko y el tema de cierre se titula Kono Sekai ni Hanataba es interpretado por Kimi no Orphée.

### Lista de episodios
| #  | Título                              | Estreno               |
| -- | ----------------------------------- | --------------------- |
| 1  | «Soreiyu no shōjo» (ソレイユの少女) | 4 de enero de 2019    |
| 2  | «Senran no shinjitsu» (戦乱の真実)  | 11 de enero de 2019   |
| 3  | «Hohoemi no senshi» (微笑みの戦士)  | 18 de enero de 2019   |
| 4  | «Kibō no sentaku» (希望の選択)      | 25 de enero de 2019   |
| 5  | «Buntai no ichiya» (分隊の一夜)     | 1 de febrero de 2019  |
| 6  | «Unmei no kiro» (運命の岐路)        | 8 de febrero de 2019  |
| 7  | «Ōkyū no himawari» (王宮のひまわり) | 15 de febrero de 2019 |
| 8  | «Saigo no dengon» (最後の伝言)      | 22 de febrero de 2019 |
| 9  | «Akatsuki no banka» (暁の挽歌)      | 1 de marzo de 2019    |
| 10 | «Tamashī no hakka» (魂の発火)       | 8 de marzo de 2019    |
| 11 | «Futari no ketsui» (二人の決意)     | 15 de marzo de 2019   |
| 12 | «Egao no daika»                     | 22 de marzo de 2019   |